# Kataklysm
Kataklysm este o formație de death metal din Canada , înființată în anul 1991.

## Componență

### Membri actuali
- Maurizio Iacono - Voce
- Jean-Francois Dagenais - Chitară
- Stephane Barbe - Bas
- Max Duhamel - Baterie

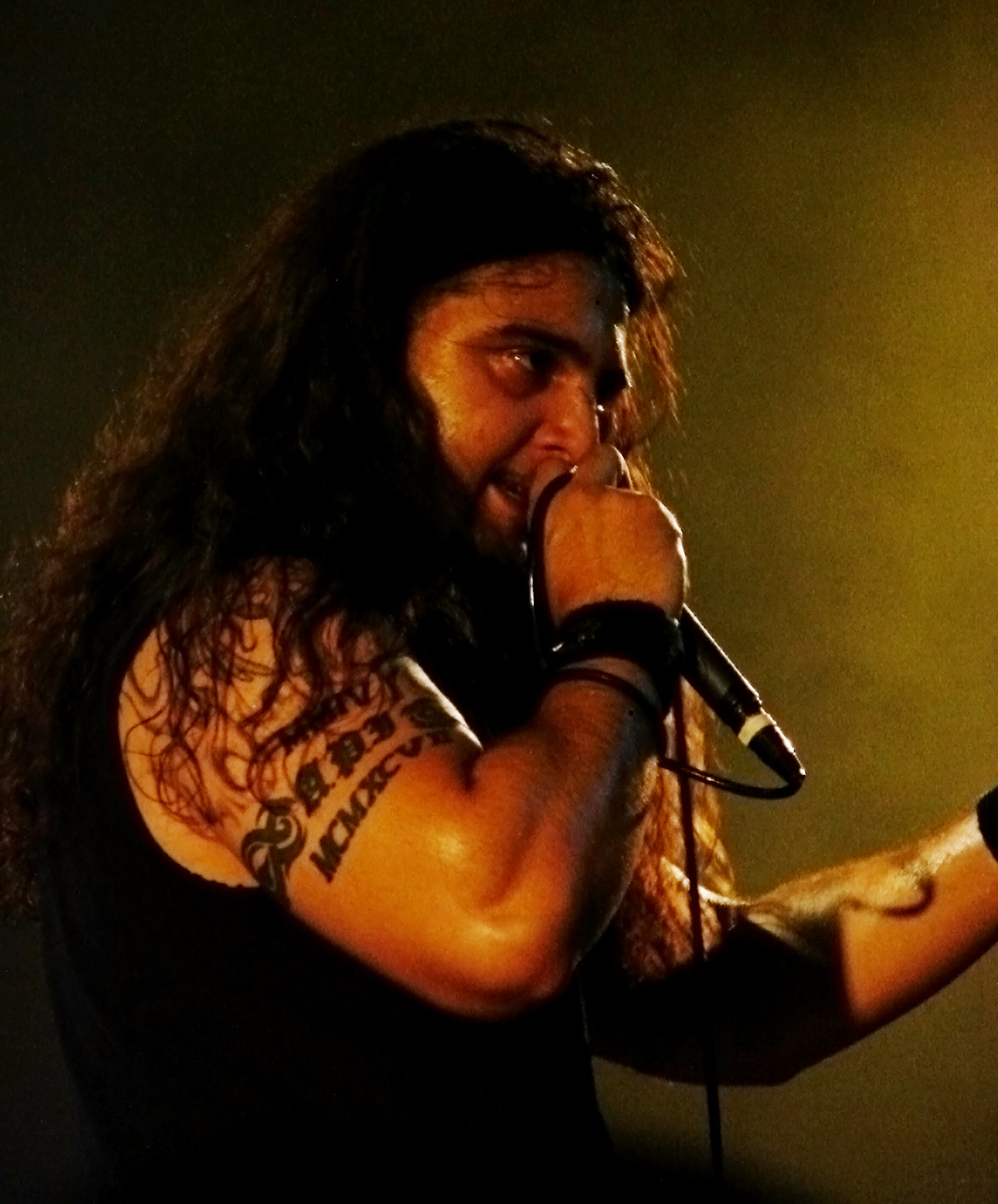
Maurizio Iacono (Voce)
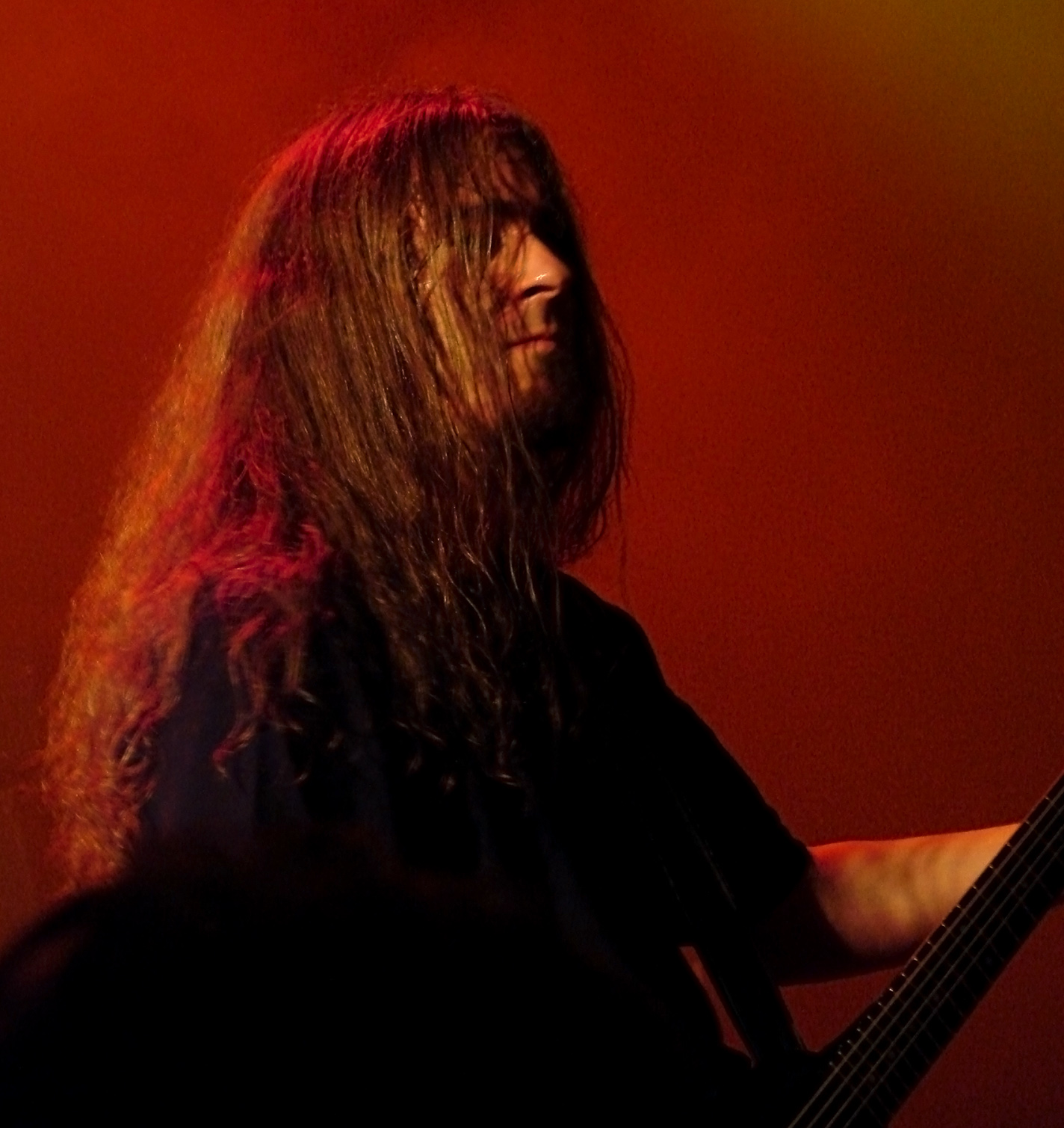
Jean-Francois Dagenais (Chitară )
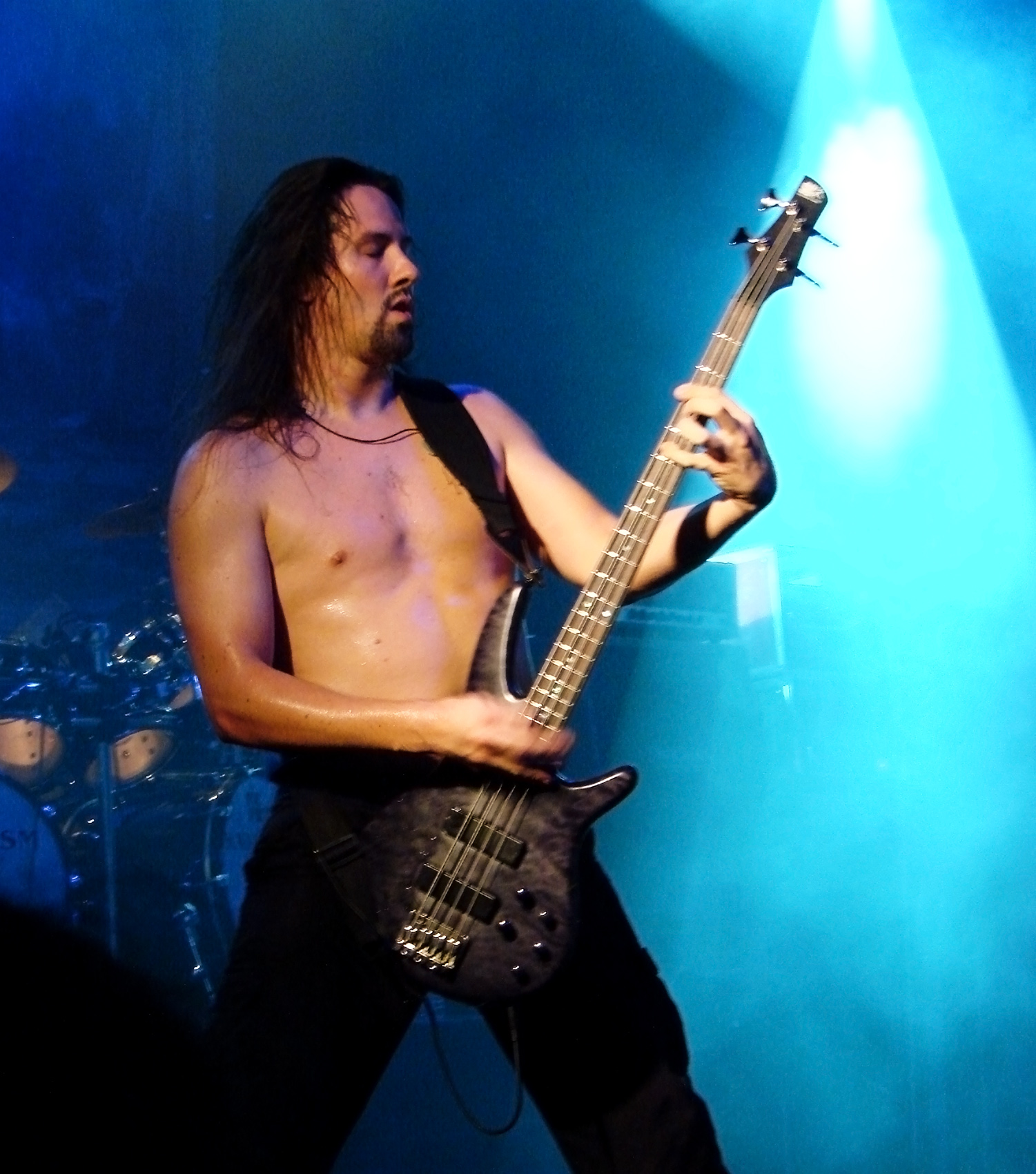
Stephane Barbe (Bas)
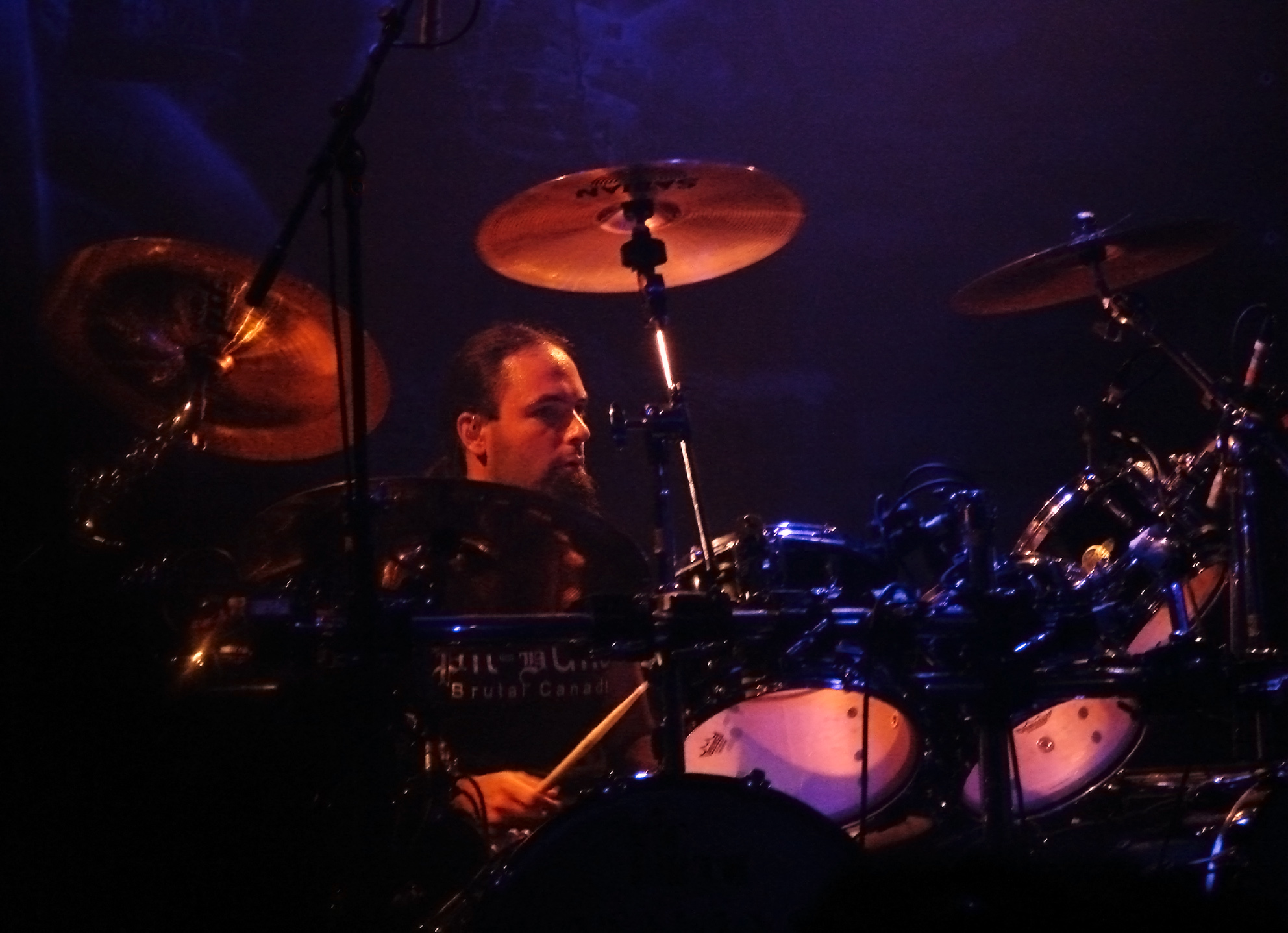
Max Duhamel (Baterie )

### Foști membri
- Sylvain Houde - Voce
- Martin Murais - Baterie
- Nick Miller - Baterie
- Ariel Saied - Baterie

## Discografie

### Albume de studio
- Sorcery (1995)
- Temple of Knowledge (1996)
- Victims of this Fallen World (1998)
- The Prophecy (Stigmata of the Immaculate) (2000)
- Epic: The Poetry of War (2001)
- Shadows & Dust (2002)
- Serenity in Fire (2004)
- In the Arms of Devastation (2006)
- Prevail (2008)
- Heaven's Venom (2010)
- Waiting For The End To Come (2013)
- Of Ghosts And Gods (2015)
- Meditations (2018 )